# رحوفوت
رحوفوت (بالعبرية: רחובות) هي مدينة في لواء المركز في إسرائيل، حوالي 35 كم جنوباً لمدينة تل أبيب. بحسب دائرة الإحصاء المركزية، بحلول نهاية عام 2007 كان تعداد رحوفوت 106,200 نسمة.
أُقيم حي كريات موشيه في رحوفوت والمنطقة الصناعية على مسطح قرية زرنوقة المُهجرة.

## التاريخ
تأسست رحوفوت 5 مارس 1890 خلال العليا الأولى كمستعمرة لمستوطنين بولنديين ينتمون إلى جمعية "منوحا فينحلا" التابعة أحباء صهيون في وارسو ببولندا. من بينهم أهارون أيزنبرغ وباتيا ماكوفا وأفرايم هارلاب. هدفت الجمعية لإنشاء مستوطنة يهودية في أرض فلسطين لا تعتمد على أموال البارون روتشيلد. وقد أسسها المستوطون البولنديون على مساحة 10642 دونم من أراضي خربة دوران، اشتراها يهوشوا هانكين من مالكها العربي المسيحي بطرس روك الذي كان يضمنها للعشائر البدوية في المنطقة كمراع للمواشي. 
كانت أراضي ديران قد وضعت للبيع في المزاد العلني عام 1873م حيث اشتراها الطيان المسيحي العربي ثم باعها إلى بطرس روك. وفي عام 1889م، حاولت البعثة الألمانية برئاسة شنلر أن تشتري الأرض من روك لكن أيزنبرغ ومجموعته تحصلوا عليها عبر يهوشوا هانكين.
توجّه سكان خربة دوران البدوّ للصدر الأعظم في إسطنبول من أجل التّصدّي لإنشاء المستوطنة:  
“تضمّ قبيلتنا 32 عائلة، 200 نفر، جميعهم من الموالين للإمبراطوريّة، يقيمون في خيام في خربة دوران….هذه القبيلة، من أيّام آبائنا وأجدادنا، لا تعرف أرضًا عدا أرض خربة الدوران… تعتاش منها، ولا مسكن آخر لها غيرها”. باعت الدّولة العَلية مؤخّرًا أرض الخربة هذه لأناس أغنياء من أبناء الوطن... ثم بيعت المزرعة لغرباء، الّذين وصلوا ومعهم ميزانيات كبيرة وموارد اقتصاديّة ضخمة. نجحوا بشراء المزرعة بمساعدة علي هيكل أفندي، عضو في المجلس الإداريّ في يافا، ذائع الصيت في مثل هذه الأعمال. لاحقًا، المشترين اليهود الأغنياء... لم يكتفوا بذلك. بل بدأوا بطردنا من مكان سكنانا ومنعنا من حرث الأرض والشغل بها.. المتّهم بإلحاق هذا الضرر والذلّ بنا لا يمكن أن يكون إلّا الأفندي المذكور أعلاه صاحب الأعمال غير المقبولة.
في مارس 1892، اندلع نزاع حول حقوق المراعي بين سكان رحوفوت وقرية زرنوقة المجاورة، واستغرق حله عامين. واندلع نزاع آخر مع قبيلة السوتيرية البدوية، التي كانت تزرع بعض الأراضي كمزارعين مستأجرين. وبحسب موشيه سميلانسكي، أحد المستوطنين الأوائل في رحوفوت، فقد حصل البدو على تعويضات عن الأرض، لكنهم رفضوا إخلائها. وفي عام 1893، هاجموا المستوطنة. وبتدخل شيخ عربي محترم، تم التوصل إلى حل وسط، حيث حصل البدو على مبلغ إضافي من المال، استخدموه في حفر بئر.
وفي عام 1901، وبجهود أهارون أيزنبرغ، تم شراء قطعة أرض من أراضي الرملة، على الحدود الشمالية للمستوطنة، تبلغ مساحتها حوالي ثلاثمائة دونم. وكانت هذه هي المرة الأولى التي يتم فيها توسيع حدود رحوفوت منذ تأسيسها.
وفي عام 1907، وصلت أولى المهاجرين من اليمن إلى المستعمرة، وانضمت إليهم مع مرور الوقت قوافل أخرى من اليمن، خاصة من مناطق مدينتي هيدان وصعدة. تم استيعاب المهاجرين بفضل قدرتهم على العمل في الزراعة كعمال مأجورين وبفضل المساعدة التي قدمها لهم أحد سكان المدينة إفرايم ساكس في شراء قطعة أرض قاموا ببناء منازلهم الأولى عليها عام 1909 وتطورت فيما بعد إلى حي شعاريم. وبعد ذلك أنشأ المهاجرون من اليمن حيين إضافيين في المدينة: الحي اليمني وقرية مرمورك.
أنشئ الكنيس الكبير في رحوفوت عام 1903، خلال فترة العليا الأولى. 

## منشآت ومؤسسات
- معهد وايزمان للعلوم
- معهد دافيدسون للتربية العلمية

## توأمة
لرحوفوت اتفاقيات توأمة مع كل من:
- مانشستر
- غرونوبل
- هايدلبرغ (1983 - )
- روتشستر
- ألباكركي
- بارانا، انتري ريوس

## أعلام
- إليزابيث بويكو
- ميخائيل ليف
- ريتشل مارغوليس
- إيال غولان
- حاييم وايزمان
- يوسي سريد
- إفرايم كاتسير
- جاكوب فوكس
- آرنون ميلكان
- يسرائيل طال
- فيرا وايزمان
- كيرين تيندلر
- أهارون كاتسير
- أفيتال بوروخوفسكي